# Mietitore
Il Mietitore è un personaggio del libro Le Pietre Magiche di Shannara dello scrittore statunitense Terry Brooks; secondo volume della saga fantasy de La Spada di Shannara.

## Storia
Nel giardino di Arborlon, la capitale degli elfi delle Quattro Terre, l'Eterea sta morendo. Il grande albero dall'aspetto imponente e magico nasconde un grande segreto: infatti è l'unica barriera che tiene sigillato il Divieto, un mondo parallelo dove in ere remote furono chiusi tutti i demoni. Con la morte dell'Eterea tale barriera cadrebbe permettendo ai demoni di invadere il mondo e di distruggerlo.
La rinascita del magico albero è ancora possibile: uno degli Eletti, servitori dell'Eterea scelti dalla stessa pianta, deve recarsi con un seme nella Malaterra, all'estremo ovest, e immergerlo nelle fiamme del Fuoco di Sangue, infine riportarlo ad Arborlon.
Ma alcuni demoni, i più potenti, a conoscenza del pericolo che una possibile rinascita poteva costituire riuscirono ad evadere dal Divieto e arrivare nel mondo inosservati; erano: il Dagda Mor (il demone più potente dietro la barriera del Divieto), il Camaleonte (un demone molto pericoloso col potere di cambiare liberamente il proprio aspetto esteriore imitando la forma e la consistenza di qualsiasi cosa) e il Mietitore. Quest'ultimo era la mano armata del Dagda Mor: un pericolosissimo assassino, veloce e spietato, il suo aspetto celato da un ampio mantello scuro che gli permetteva di sparire nelle ombre più cupe.
Il Mietitore è mandato all'inseguimento di Wil Ohmsford e Amberle, l'Eletta scelta per tale compito. La piccola comitiva gli sfuggirà svariate volte fino alla Malaterra, dove nel pozzo del Fuoco di Sangue, Wil dovrà decidere se sconfiggerlo o morire insieme ad Eretria ma alla fine il mezzelfo decide di usare le pietre magiche con cui distruggerà il mietitore.